# Капитан Шепард
Капитан Ше́пард (англ. Commander Shepard) ― главный герой (героиня) в серии игр Mass Effect, созданных компанией BioWare (Mass Effect, Mass Effect 2 и Mass Effect 3). Шепард является одним из самых опытных солдат и входит в программу «N7», в которой находятся лучшие бойцы человечества. Капитан — первый человек-Спектр, специальный агент с широкими полномочиями на службе межзвёздного Совета Цитадели.
В серии игр капитан управляет космическим кораблём «Нормандия» с верным экипажем, состоящим как из людей, так и из инопланетян. На нём он и его соратники посещают разные области Млечного Пути, чтобы остановить Жнецов. Последние представляют собой расу огромных машин, стремящихся уничтожить всю разумную жизнь в галактике. Шепард погибает в финале третьей части, пожертвовав собой ради победы, но в одной из возможных концовок (а именно в уничтожении) даётся намёк на выживание персонажа. Существует также альтернативное видение сюжета под названием «теория одурманивания», признанная одной из самых шокирующих в видеоиграх. Она гласит, что Жнецы манипулировали сознанием главного героя, чтобы в финале Mass Effect 3 подчинить капитана себе.
Пол, имя, внешность, предыстория, психологический профиль и класс, влияющий на способности главного героя, выбираются игроком. В серии есть возможность играть за персонажа с заранее прописанными характеристиками. Игрок волен отыгрывать героя или отступника, первый стремится всем помочь и решать конфликты мирным путём, а второй жестокими методами добивается своего. Выборы, сделанные во время прохождения, влияют на сюжет и отношения с персонажами. Вне зависимости от отыгрыша Шепард обладает прирождёнными лидерскими качествами и железной волей. Капитан носит тёмно-серую броню с эмблемой «N7» на груди и бело-красной полосой на правой руке. Персонаж играет важную роль во вселенной Mass Effect, поэтому он схож с Иисусом Христом.
Капитан был придуман Кейси Хадсоном. При создании персонажа BioWare изменила концепцию главного героя в ролевых компьютерных играх. Благодаря этому Шепард имеет предысторию и неизменяемую фамилию. Капитан был назван в часть астронавта Алана Шепарда, первого американца и второго человека в космосе, для того, чтобы игрокам из США персонаж казался знакомым. Первоначально персонаж должен был быть одет в белую броню, но затем разработчики решили сделать ему костюм тёмного оттенка, чтобы подчеркнуть его характер. Внешность для мужской версии персонажа была взята у Марка Вандерлоо. Женская версия не была основана на конкретном человеке, поэтому её внешность в Mass Effect 3 была изменена. Было проведено голосование, в котором люди выбирали понравившийся дизайн женщины-Шепард. Капитана озвучивали канадские актёры Марк Мир и Дженнифер Хейл, которые уже работали над озвучкой в BioWare. Дубляжем персонажа на русский язык (исключительно в 1 части серии) занималась компания Snowball Studios. Мужчину озвучивал Илья Хвостиков, а женщину — Полина Щербакова. В процессе создания игр предлагалось множество других биографий персонажа. По одной из версий, Шепард в третьей части становится злодеем из-за технологий Жнецов, но эта идея не понравилась BioWare из-за сходства с историей Сарена, антагониста первой части.
Капитан появлялся в первых трёх играх серии и упоминался в Mass Effect: Andromeda и нескольких комиксах во вселенной Mass Effect. Также персонаж появлялся в фанатской короткометражке «Galactic Battles», где его играл Барри Осташ. В 2022 году появились слухи, что в экранизации Mass Effect от Amazon Шепарда будет играть Генри Кавилл. Образ мужской версии персонажа использовался для маркетинга всех трёх игр, Шепард-женщина же впервые появилась в трейлере к третьей части. Также образ персонажа использовался и в других играх.
Главный герой серии был признан одним из самых популярных персонажей в видеоиграх. Шепард получил в основном положительные отзывы от критиков и восторженные от игроков. Оригинальная озвучка была оценена хорошо, а дубляж на русский язык критиками воспринят сдержанно. Данный персонаж стал популярен среди косплееров. Благодаря ему появилось множество интернет-мемов. Отсылки к капитану появлялись в некоторых произведениях.

## Характеристики

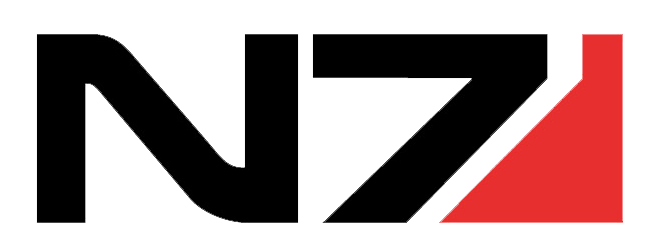
Профессиональный военный код бойцов высшей квалификации. Точно такой же носит Шепард на своей броне

Капитан Шепард — отважный и сильный духом воин, который стремится спасти обитателей Млечного Пути. Персонаж обладает прирождёнными лидерскими качествами, хоть и не является ни самым сильным, ни самым умным в экипаже «Нормандии». Капитан очень вынослив, так как он перенёс много огнестрельных ранений и физических ударов во время его приключений. Шепард является одним из самых опытных солдат Альянса систем, наднационального государства, представляющего интересы человечества в Млечном Пути, поэтому до событий основных игр капитан находится в программе «N7», которая состоит из самых лучших офицеров землян. Кроме того, Шепард является первым человеком-Спектром. Благодаря данному статусу капитан может свободно перемещаться по галактике и подчиняется только Совету Цитадели, самому главному органу власти в Млечном пути. Для путешествий используется корабль «Нормандия», служащий ещё и домом как для капитана, так и для его соратников, которые его уважают или с ним дружат. В первой части Шепард перемещается по небесным телам с помощью планетохода «Мако», который служит не только транспортом для исследования экзопланет, но и бронетранспортёром для ведения боя. Капитан носит на себе броню с элементами в тёмно-серых тонах со знаком «N7» на груди и бело-красной полосой на правой руке, но игрок может изменить костюм персонажа. По умолчанию имя мужской версии персонажа — Джон, а женской — Джейн. Во второй части капитан вынужден работать на «Цербер» — экстремистскую организацию, стремящуюся к господству людей в галактике, и перестаёт быть агентом Совета Цитадели. Игрок в Mass Effect 2 и Mass Effect 3 может выбрать, будет ли Шепард снова Спектром или нет. Сам Шепард является известной личностью в галактике, легендой для всего человечества. В частности во всех играх встречается главный поклонник капитана — Конрад Вернер, фанатичность которого доходит до безумия. Однако во время прохождения игрок может с ним и не увидеться.
Шепард может быть отыгран игроком как «Герой», либо как «Отступник» благодаря системе «Герой/Отступник» (англ. Paragon/Renegade). Первый — самоотверженный идеалист, старающийся помочь нуждающимся, который очень негативно относится к злодеям и стремится к сотрудничеству с инопланетянами. Второй — циничный, агрессивный злодей, добивающийся своего любыми способами. Как правило, именно «Герой» совершает благие дела, старается решать проблемы мирным путём. «Отступник» действует абсолютно иначе: грубит, калечит и убивает. Последний способен и на геноцид целых рас. Отыгрыш злодея может привести к гибели соратников. Однако бывают и исключения, когда поступки «героя» по иронии судьбы приносят больше неприятностей, чем «отступника». Из-за операций, проведённых «Цербером», внутри тела капитана находится огромное количество имплантатов, но полноценным киборгом из-за этого его считать нельзя. Из-за них на лице у персонажа с агрессивным поведением светящиеся шрамы на лице будут углубляться, а глаза приобретут красное сияние, при отыгрыше героя шрамы постепенно заживают, а глаза останутся естественными. По статистике, всего 8 % процентов стали отыгрывать злого капитана.
Перед началом любой игры игрок может начать играть за мужчину или женщину с заранее прописанными характеристиками. Однако можно изменить его (её) биографию, имя, специализацию, определяющую умения персонажа, и внешность. Тем не менее, если перенести сохранения в следующую часть, то биографию изменить уже не получится. Неизменными остаются лишь фамилия и дата рождения. Игрок способен создавать романы с членами экипажа «Нормандии». При этом можно начать отношения и с людьми, и с инопланетянами. Для персонажа обоих полов доступны романы нетрадиционной ориентации. Помимо всего прочего, игрок может изменить предысторию персонажа. На выбор дано три варианта: «Колонист», «Землянин» и «Скиталец». В первой версии Шепард рождается на человеческой колонии, теряет своих родителей во время атаки работорговцев, и осиротевшего подростка спасают земляне-военные. Во втором варианте будущий капитан — сирота, поэтому состоит в банде перед тем, как стать солдатом. В третьей версии Шепард проводит большую часть жизни на космических станциях. Только в этом варианте биографии у капитана есть родственник — его мать, Ханна Шепард. После игрок может изменить капитану психологический профиль, который тот приобрёл до событий игры. В варианте «Единственный выживший» Шепард видит смерть всего своего отряда. В версии биографии «Герой войны» капитан побеждает превосходящие силы противника, что подходит для отыгрыша героя. «Безжалостный» Шепард во время выполнения задания жертвует большей частью своего подразделения и убивает сдающихся противников, что подходит для отыгрыша отступника. В зависимости от предыстории, некоторые диалоги и мировоззрение героя изменяются, а также появляются определённые миссии. Персонажу можно изменить и специализацию, которая влияет на его(её) навыки. Всего 6 классов, дающих различные характеристики персонажу. К примеру, специализация «Солдат» позволяет использовать любое оружие и носить тяжёлую броню, но при этом Шепард не может пользоваться техническими и биотическими умениями, в отличие от классов «Инженер» и «Адепт», соответственно, у которых маленький запас здоровья и ограничено владение оружием, но у них большой спектр способностей.
По сведениям BioWare, 82 % игроков решили играть за мужскую версию капитана, причём только 13 % выбрали мужчину, не изменяя ему внешность, класс или предысторию. С выходом переиздания трилогии Mass Effect: Legendary Edition ситуация изменилась. Среди людей, игравших в данный ремастер, 68 % создали мужчину, а остальные 32 — женщину. Самым популярным вариантом биографии был «Землянин», психологический профиль — «Выживший», а класс — «Солдат». По статистике, самые популярные альтернативные имена для мужчины и женщины-Шепард — Джек и Сара, соответственно. Среди игроков из России наиболее популярные имена — Алекс и Кейт.

### Связь с религией

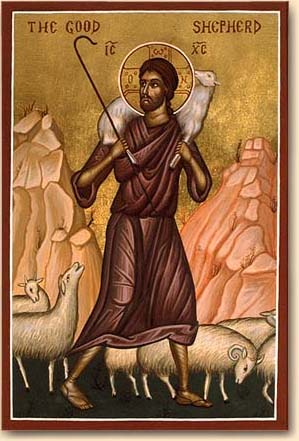
Икона «Добрый Пастырь»

Из-за его важности для вселенной Mass Effect в основу персонажа были положены христианские аллюзии. Сама фамилия Шепард (англ. Shepard) созвучна с английским словом пастырь (англ. Shepherd), что указывает не только на его ключевую роль во вселенной Mass Effect, но и на сходство персонажа с Иисусом Христом. По этой причине некоторые люди называют главного героя «Космическим Иисусом». В частности, Киан Махер охарактеризовал «доброго» и «злого» капитана как бога Нового Завета и Ветхого Завета, соответственно, так как они отличаются мировоззрением, но оба могут спасти мир. Самого Шепард(а) Махер назвал Иисусом «с короткой стрижкой или кроваво-красной чёлкой». А корабль «Нормандия» он сравнил с Ковчегом.
События, происходящие с главным героем, также указывают на связь персонажа с религией. В первой части первая планета, на которую высаживается Шепард, называется Иден Прайм (англ. Eden Prime), что в переводе означает Эдем. В этой же части капитан стремится одолеть Сарена, который предал галактику, что делает того похожим на Иуду Искариота. После смерти персонажа в начале Mass Effect 2 его тело начала восстанавливать организация «Цербер», проект по его воскрешению назывался «Лазарь», что отсылает к одноимённому библейскому персонажу, который восстал из мёртвых. При всём этом Шепард борется со Жнецами, которые с библейской точки зрения являются ангелами или вестниками Апокалипсиса. На его избранность намекает также финальная сцена из Mass Effect 3, в которой мальчик просит рассказать взрослого ещё одну историю о Шепард(е), при этом он использует артикль The, который, по правилам английского языка, неправильно использовать при произнесении фамилии, но можно, если говорится о чём-то важном. По мнению Роберта Гроссо, из-за религиозного взгляда на историю капитана скандальные концовки третьей части становятся логичными, так как во всех них Шепард так или иначе становится мессией.

## Появления
Вне зависимости от решений игрока Шепард был(а) рождён(а) 11 апреля 2154 года. После главный герой серии становится военным и присоединяется к программе «N7». Затем, во время событий трилогии Mass Effect, Шепард становится капитаном «Нормандии» и первым человеческим Спектром в 2183 году. Спустя несколько месяцев главный герой погибает во время нападения Коллекционеров. После воскрешения «Цербером» в 2185 году капитан становится инициатором победы над Жнецами в 2186 году.

### Основные игры

Космический корабль «Нормандия»

В начале Mass Effect Шепард является подчинённым капитана Андерсона во время миссии на Иден Прайм, в которой производилось тестирование стелс систем корабля «Нормандия». Оказалось, что данная миссия — прикрытие, а настоящее предназначение «тестового полёта» — захват протеанского маяка, чтобы затем передать его Совету Цитадели. Но планы нарушает турианец Сарен, который приводит армию гетов и корабль «Властелин» на колонию землян. В результате боя Шепард с помощью маяка узнаёт о существовании древней расы Жнецов, которые раз в 50 000 лет уничтожают жизнь в галактике. После капитан прибывает на Цитадель, где он(а) доказывает предательство Сарена, становится Спектром и отправляется в погоню за турианцем. После встречи с Сареном Шепард пытается доказать своему руководству, что Жнецы реальны, а предатель стремится их вернуть, но Совет ему(ей) не верит и конфисковывает «Нормандию». Затем Шепард совершает побег и отправляется за Сареном на планету Илос. Тем временем, начинается атака гетов и «Властелина» на Цитадель. Вслед за ним капитан попадает на станцию и убивает турианца, а «Нормандия» уничтожает «Властелина», тем самым заканчивая битву. После Шепард объявляет, что не собирается останавливаться на достигнутом, и что он(а) найдёт способ победить Жнецов.
В начале Mass Effect 2 Шепард погибает, но его(её) тело восстанавливает «Цербер». Капитана нанимает глава данной организации, Призрак. Тот выдаёт Шепард(у) новую «Нормандию» и ему(ей) приходится расследовать исчезновения колоний землян. Он(а) выясняет, что в этом замешана раса Коллекционеров, которая почти ни с кем не контактирует и является марионеткой Жнецов. После капитан встречает старых товарищей, собирает команду специалистов (как людей, так и инопланетян) и улучшает компоненты своего корабля, чтобы отправиться на «самоубийственную миссию», дабы навсегда покончить с Коллекционерами. Вне зависимости от действий игрока, Шепарду удаётся их уничтожить. В одном из возможных финалов игры капитан снова погибает, но перенос сохранений в третью часть из-за смерти главного героя невозможен.
В Mass Effect 3 начинается вторжение Жнецов в галактику. Тем временем Шепард находится на Земле в ожидании суда над ним(ней) за уничтожение батарианской системы, которое он(а) совершил(а) в дополнении к Mass Effect 2. После битвы на Земле он(а) вновь становится капитаном «Нормандии» и отправляется на Марс, где узнаёт о существовании «Горна», устройства, способного уничтожить Жнецов. Далее он(а) летит на Цитадель и просит Совет помочь, но те отказываются. Затем он(а) вновь собирает команду и налаживает отношения между расами галактики, чтобы те приняли участие в финальной битве. После выясняется, что для работы «Горна» необходим «Катализатор». Им оказывается Цитадель, но Жнецы успевают переместить Цитадель к Земле. Расы Млечного Пути под руководством Шепард(а) начинают атаку, позволяя капитану оказаться на станции и пристыковать к ней «Горн».
После того, как Шепард попадает на Цитадель, перед игроком стоит выбор из четырёх концовок: Уничтожение (она же красная концовка), Контроль (она же синяя концовка), Синтез (она же зелёная концовка) и Отказ. В первом финале капитан полностью уничтожает не только Жнецов, но и всю синтетическую жизнь, включая гетов и самого себя, так как в его(её) теле содержатся многочисленные имплантаты. Однако, при определённых условиях, именно в этой концовке показывается ролик, в котором даётся намёк на то, что капитан всё же выжил. Во втором варианте тело Шепард(а) уничтожается, но его(её) разум становится искусственным интеллектом, который берёт под свой контроль Жнецов. В третьем финале тело капитана полностью растворяется, и его ДНК передаётся всем живым существам галактики, превращая всех в смесь органики и синтетики. В дополнении «Расширенное издание» была добавлена новая концовка, в которой капитан отказывается что-либо делать для победы над Жнецами, и те завершают начатое. Однако цивилизации, зародившиеся после людей, побеждают машин благодаря сведениям Шепард(а).
В Mass Effect: Andromeda Шепард не появляется лично, однако игрок может выбрать ему пол. Капитан упоминается как в разговорах между персонажами, так и в аудиозаписях, отправленных Лиарой Алеку Райдеру, отцу главного героя в данной игре.

#### Дополнения
Для трилогии Mass Effect было создано большое количество дополнений, которые рассказывают о приключениях капитана и его товарищей по команде. В дополнении «Гибель с небес» к первой игре Шепард с командой предотвращает падение астероида X57 на человеческую колонию Терра Нова, которое хотели организовать батарианские террористы. В «Станции “Вершина”» Шепард проходит обучение с помощью симулятора виртуальной реальности на одноимённой станции. Спустя некоторое время он(а) проходит сценарий, симулирующий войну первого контакта с турианцами, по завершении которой капитан получает в подарок квартиру на планете Интайсей.
В дополнении «Место крушения Нормандии» к Mass Effect 2 Шепард посещает планету, на которой разбилась «Нормандия» после атаки Коллекционеров. Там капитан находит жетоны погибших солдат и затем ставит мемориал в честь корабля. В «Повелителе пламени» даётся управление летающим танком «Молот». В аддоне «Властелин» Шепард решает помочь ликвидировать вышедший из-под контроля гибрид человека и искусственного интеллекта. «Прибытие» рассказывает о миссии по спасению Аманды Кенсон, учёной, которая обнаружила артефакт Жнецов с доказательством их неминуемого вторжения. Однако затем оказывается, что Аманда была ими одурманена, поэтому Шепард, отбившись от её солдат, уничтожает ретранслятор, через который могли вернуться Жнецы, но уничтожая при этом обитаемую систему. В «Логове Серого Посредника» капитан помогает Лиаре Т’Сони сразить одноимённого персонажа, который является одним из самых могущественных и таинственных существ в галактике.
Дополнение «Левиафан» для Mass Effect 3 повествует о попытках экипажа «Нормандии» связаться с расой, создавших Жнецов. В аддоне «Из пепла» Шепард находит последнего в живых протеанина Явика на Иден Прайм. В «Омеге» повествуется о том, как Шепард помог Арии вернуть контроль над одноимённой станции в обмен на мощный флот для борьбы со Жнецами. В дополнении «Цитадель» рассказывается в юмористическом ключе о борьбе капитана с наёмными убийцами, пришедшими, чтобы ликвидировать Шепард(а). После победы над ними капитан организует вечеринку со своими товарищами.

### Прочее
Некоторые комиксы, изданные компанией Dark Horse Comics, связаны с историей капитана. Сюжет комикса Mass Effect: Redemption, происходящий после первой части, повествует о сотрудничестве Лиары с «Цербером» для поиска тела Шепард(а). В комиксе Mass Effect: Осуждение повествуется о напарнике Шепард(а), Джеймсе Веге, и о его знакомстве с капитаном. В большинстве произведений (кроме видеоигр) Шепард и экипаж «Нормандии» не фигурируют, чтобы не создавать противоречия в сюжете из-за кардинально отличающихся решений разных игроков. При этом капитана не упоминают ни в мужском, ни в женском родах. Капитан Шепард также появляется в фанатском короткометражном фильме «Galactic Battles», снятом в Канаде в 2018 году. В нём Шепард встречается с персонажами из «Звёздных войн», «Звёздного пути» и серии игр Halo, чтобы вместе с ними сразиться со врагами из своих вселенных. Капитана играл Барри Осташ, а его голосом был Марк Мир.
В 2022 году появилась информация о том, что Генри Кавилл, американский актёр, известный по ролям Ведьмака и Супермена, будет играть Шепарда в сериале по Mass Effect от Amazon. Актёр на своей странице в Instagram опубликовал фото, на котором тот держал текст, описывающий события третьей части. Сам Кавилл заявил, что ему данная серия игр нравится, поэтому если над проектом будет вестись работа, то он примет в нём участие. Также Кавилл заявил, что надеется на качественную адаптацию, не сильно отличающуюся от оригинала. Позже один из пользователей сайта Reddit создал фан-арт, имитирующий постер к предстоящему фильму по Mass Effect, где указано, что капитана будет играть чернокожий актёр Идрис Эльба. В своём посте художник указал, что создал данный фан-арт, чтобы предложить свою версию Шепард(а) для экранизации.

## Создание

### Концепция

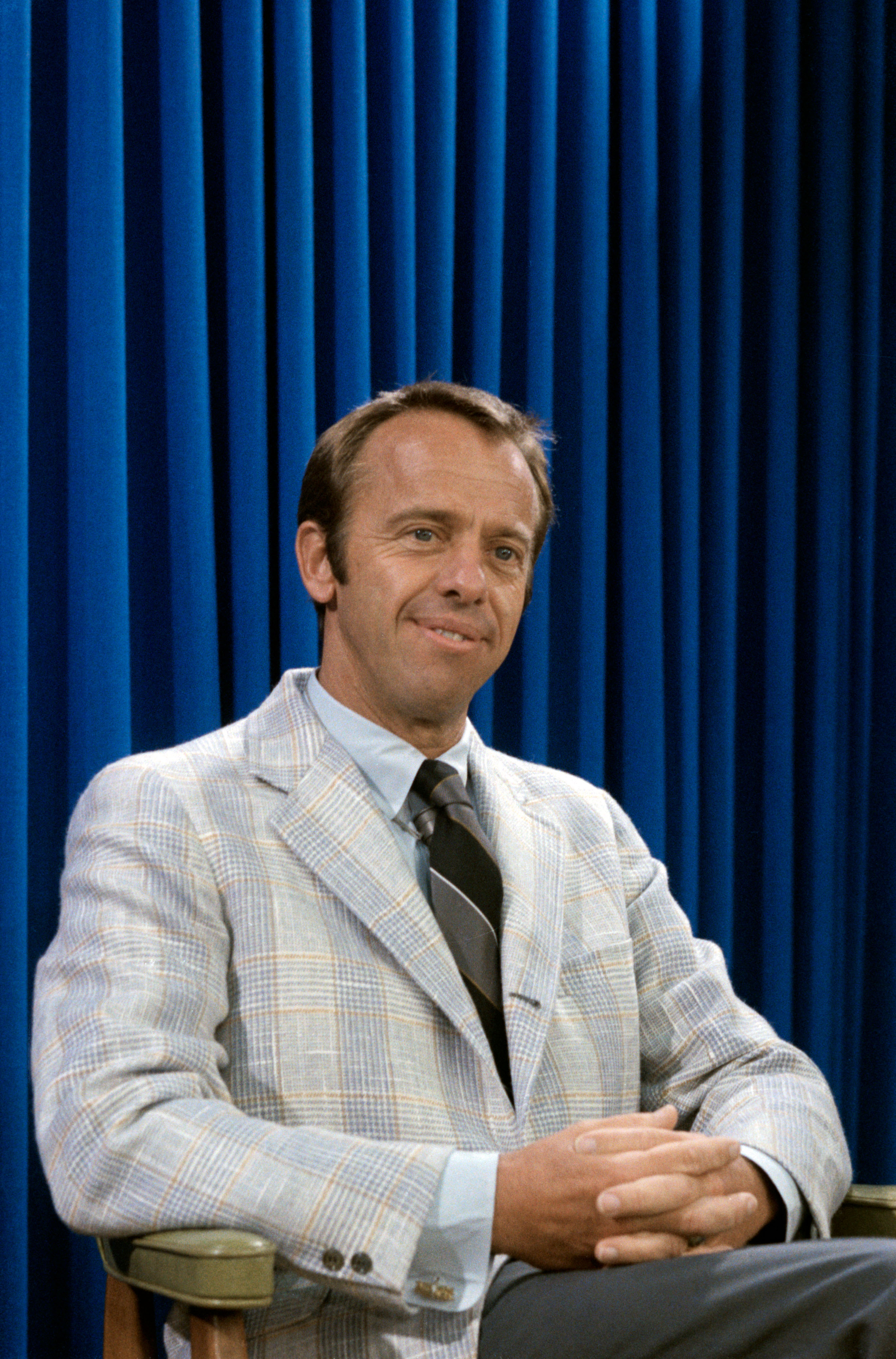
Шепард был назван в честь второго человека и первого американца в космосе, Алана Шепарда

Персонаж был придуман Кейси Хадсоном, руководителем разработки Mass Effect. BioWare при создании игры изменила концепцию главного героя, заданного многими ролевыми играми. Они стремились создать персонажа, который имел бы предысторию и не был бы «пустым сосудом». Кейси Хадсон хотел, чтобы капитан был наделён полномочиями, чтобы игроки чувствовали себя особенными. Из-за кинематографичности первой части разработчики приняли решение сделать Шепард(а) более похожим на капитана Кирка из «Звёздного пути» или Джека Бауэра из сериала «24 часа», чтобы события, происходящие с Шепард(ом), казались более интересными. Помимо этого, чтобы придать значимости происходящему, разработчики решили отказаться от концепции «героя-одиночки», поэтому Шепард(у) дали командование над кораблём с полноценным экипажем. При создании первой части Mass Effect разработчики вдохновлялись своим прошлым творением, Knights of the Old Republic. Из-за этого в игру были добавлена биотика и система «герой/отступник». Также разработчики планировали добавить возможность переключаться между соратниками во время выполнения задания, однако от этой идеи отказались, и вместо этого команда решила, что игрок будет отдавать команды. Для создания анимации персонажа был приглашён спецназовец Джон Диш, благодаря которому появился неумелый танец Шепард(а).
BioWare хотела дать фамилию главному герою, чтобы неигровые персонажи взаимодействовали с ним. Разработчики старались, чтобы для американцев персонаж казался родным, поэтому они приняли решение назвать капитана в честь Алана Шепарда. Последний соответствовал образу уважаемого человека. И персонаж, и его прототип были первооткрывателями в своём роде: Алан Шепард был первым американцем, полетевшим в космос, а капитан Шепард — первым Спектром-человеком. К тому же дата рождения капитана, 11 апреля, была выбрана не случайно, она совпадает с датой запуска «Аполлона-13».
Ранняя модель Шепард(а) для тестирования движений была женского пола. К тому же, предполагалось, что именно женская версия будет каноничным образом персонажа. Однако после BioWare решила дать игрокам выбирать пол персонажу. Сам Хадсон утверждал, что его команда придавала женской версии персонажа такое же значение, что и мужской. Разработчики не хотели сделать девушку-Шепард карикатурой на женских персонажей в ролевых играх, а создать сильную и впечатляющую женщину. С выходом следующих частей игрокам давали новые варианты романтических отношений с персонажами. Так, например, в Mass Effect 2 женщина-Шепард получила возможность начать отношения с турианцем Гаррусом Вакарианом, ближайшим соратником капитана, а мужчина — с кварианкой Тали’Зорой. Первоначально данные персонажи не должны были стать любовными интересами капитана, но из-за их неожиданной для BioWare популярности разработчики решили добавить возможность построить с ними отношения. Роман с Вакарианом стал самым популярным в фэндоме. В третьей части разработчики впервые ввели исключительно однополые браки со Стивом Кортезом при игре за мужчину и с Самантой Трейнор при отыгрыше женщины. Это вызвало огромное количество критики со стороны игроков. В частности, это привело к большому числу негативных отзывов и последующему обрушению рейтинга Mass Effect 3 на Metacritic. В апреле 2012 года Джефф Браун, вице-президент по корпоративным коммуникациям Electronic Arts, заявил, что в студию поступило несколько тысяч писем, в которых люди протестовали против ЛГБТ-отношений в игре. После компания заявила, что на неё не оказывалось давление со стороны каких-либо групп, якобы заставивших BioWare добавить однополые браки в игру.

### Внешний вид
Первоначально броня Шепард(а) должна была быть белой с красными полосами, но разработчики от этой идеи отказались, так как данный дизайн не подчёркивал характер героя, и в этой броне он казался медиком. Вместо этого было принято решение сделать потёртую броню тёмного оттенка и с символом «N7», чтобы подчеркнуть его целеустремлённость. Красная полоса на костюме должна была символизировать кровь ― жертву, которую способен принести Шепард для спасения галактики. В Mass Effect 2 броня стала модульной и её можно было изменять, присоединяя к ней новые части. Это было сделано, дабы подчеркнуть силуэт персонажа и показать его более выносливым и сильным. Разработчики старались сделать качественную систему редактирования лица главного героя. BioWare сделала упор на реализм, чтобы игрок мог создать персонажа, выглядящего естественно. По словам Кейси Хадсона, это было также сделано, чтобы части лица персонажа не проходили сквозь его шлем. Чтобы протестировать работу кастомизации, разработчики пробовали создавать знаменитостей в редакторе, чтобы убедиться, что система настройки персонажа позволяет создать множество разнообразных лиц.
Стандартная версия мужской внешности Шепарда было взята с нидерландской супермодели Марка Вандерлоо. Он ни разу не давал комментариев по поводу персонажа. Модели предлагали поучаствовать в фестивалях, где он был бы одет в костюм капитана, но тот всё время отказывался. «Каноническая» внешность Джона Шепарда была хорошо детализирована, но из-за того, что его внешность была основана на реальной модели, в редакторе персонажей не было возможности настроить ни одну его черту лица, поэтому у игроков часто получалась внешность хуже, чем образ Вандерлоо. За основу стандартной внешности женщины-Шепард ничей образ не брали, поэтому в Mass Effect 3 у неё лицо, отличающееся от облика в предыдущих играх. Перед премьерой третьей части в Facebook началось голосование за дизайн, который больше всего нравится игрокам. Причём, выбранная внешность должна была использоваться не только в игре, но и в рекламе. Первоначально было много вариантов, но затем команда под руководством Джейсона Чана сузила выбор до шести. В результате опроса победила блондинка с веснушками. Затем было проведено ещё одно голосование, так как BioWare решила, что на его исход может повлиять причёска. В данном опросе победила рыжеволосая Шепард. Голосования были восприняты сдержанно. Патрисия Эрнандес назвала их «странными» и сказала, что во время опроса игроки «хотели самую привлекательную женщину, похожую на Барби». Ким Ричардс на сайте PC Gamer назвала блондинку-Шепард безвкусной и негодовала, что именно эта версия будет впервые представлена публике.
После выхода игр фанатами были созданы модификации, которые делали графику лучше, в том числе и облик Шепард(а), а некоторые изменяли игровой процесс. В ремастере серии, Mass Effect: Legendary Edition, была улучшена текстура лица персонажа обоих версий. При этом образ женской версии был дополнен некоторыми незначительными деталями и заменён на внешность из Mass Effect 3. По словам BioWare, это было сделано, чтобы игроки не удивлялись тому, что в первых двух частях лицо женщины-Шепард не такое, как в финальной игре. Мужская версия же осталась неизменной. Также в переиздании был переработан редактор персонажей. Были добавлены новые причёски, цвета глаз, кожи и новые оттенки волос. В оригинальных играх разработчиками была добавлена функция, которая кодировала образ капитана, из-за чего его можно было с помощью полученного кода воссоздать на другом компьютере, такая же система появилась и в Mass Effect: Legendary Edition. Помимо этого, в данном сборнике были расширены возможности создания персонажей с тёмным оттенком кожи. Это обрадовало фанатов, из-за чего они начали выкладывать фотографии своих созданных протагонистов.

### Озвучка

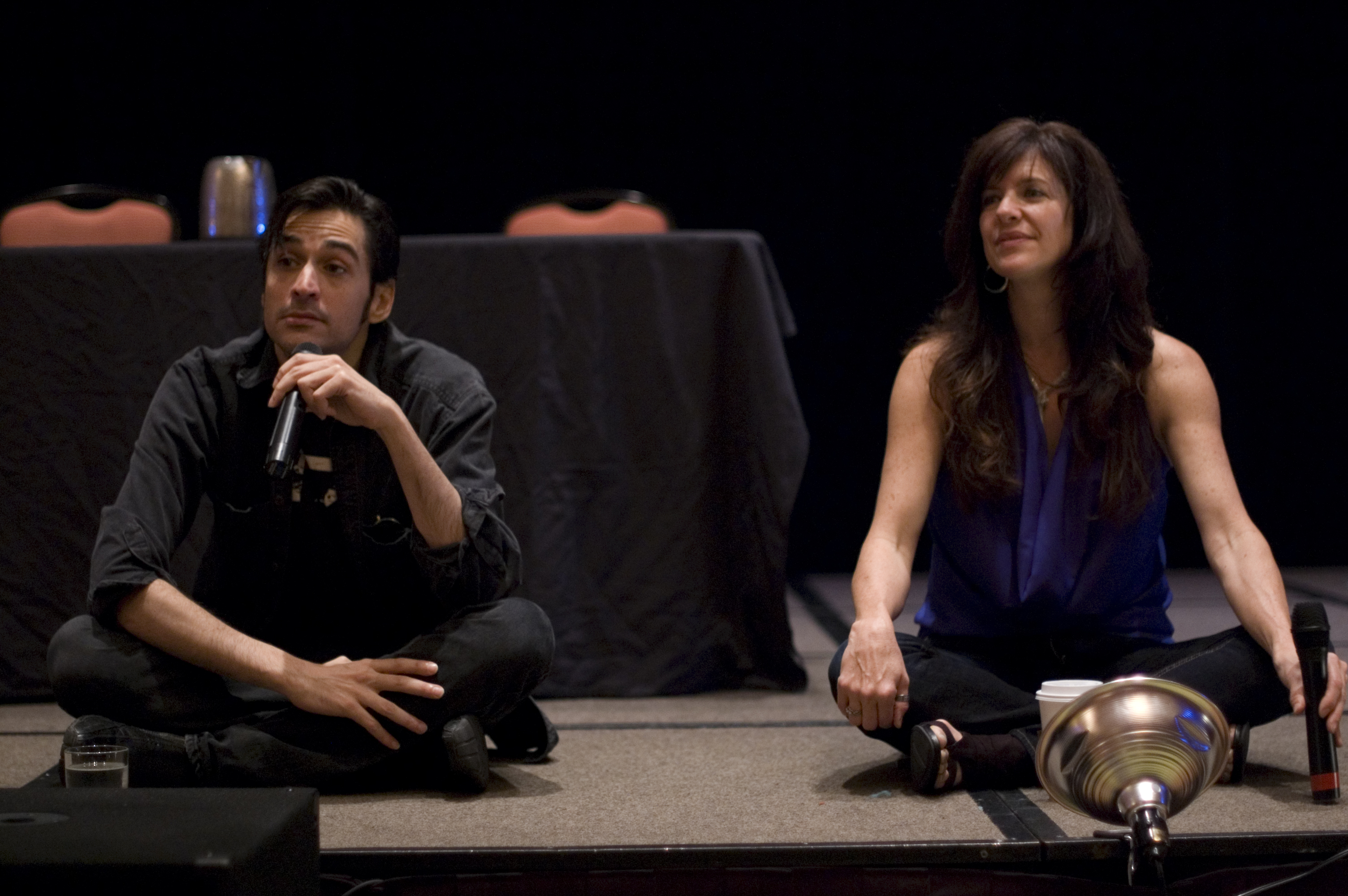
Марк Мир (слева) и Дженнифер Хейл (справа) ― люди, озвучившие Шепард(а)

Во всех играх персонажа озвучивают Марк Мир и Дженнифер Хейл. Оба они много раз сотрудничали с BioWare, но, озвучивая персонажа, вживую не виделись. Первоначально Марк Мир участвовал в озвучке Baldur’s Gate II, где произнёс всего одну фразу. Затем он получил несколько других незначительных ролей в играх от BioWare. Сначала Марк предполагал, что ему придётся озвучивать эпизодических персонажей, вроде инопланетян, так как компания специально пригласила его, чтобы понять, как должны звучать внеземные цивилизации. Из-за этого он начал изучать то, как они должны звучать. В результате его пригласили на прослушивание главного героя. После этого Марк получил роль Шепарда, из-за чего актёр был приятно удивлён. На самом деле Марк Мир сначала должен был быть лишь заменой другого актёра. То, что он жил в Эдмонтоне, стало одним из самых главных факторов, позволивших Марку стать голосом капитана, так как BioWare хотела дать шанс актёрам, живущим там же, где находится их штаб-квартира. К тому же Мир обладал, по их мнению, красивым голосом. Помимо Шепарда он озвучивал ещё и второстепенных персонажей. Кэролайн Ливингстон руководила озвучиванием во время записи, а ведущий сценарист Мак Уолтерс тоже иногда там присутствовал, позволяя быстро менять строки. По словам Марка, для озвучивания Шепарда в Mass Effect 2 требовалось записать в два раза больше текста, чем во время озвучки первой части. Помимо этого он заявил, что во время создания сиквела команда озвучки перешла на использование планшетов, так как раньше мусорное ведро забивалось из-за использованных листов текста. Помимо Шепард(а) Марк озвучил в Mass Effect 2 несколько других второстепенных персонажей. В интервью Хейл призналась, что хоть она и не геймер, она была рада озвучивать женскую версию персонажа. По словам Брендона Кинера, актёра, подарившего голос Гаррусу, Дженнифер иногда присутствовала во время записи, чтобы помочь тому отыграть роль. Больше всего актрису порадовало, что BioWare не изменила ни строчки диалогов из-за пола главного героя. Во время озвучки третьей части актёрский состав был очень большой, поэтому им было трудно работать, так как актёры находились в трёх разных странах. Для этого они использовали специальную систему, которая позволяла слышать голос собеседника в наушниках. Дубляжем первой части на русский язык занималась студия Snowball. Мужскую версию Шепарда озвучивал Иван Хвостиков, а женскую — Полина Щербакова.

### Биография персонажа
При разработке игр команда BioWare разрабатывала множество других версий истории персонажа. Так, во время работы над первой частью планировалось, что главным героем вместо Шепард(а) будет Андерсон. Во время создания Mass Effect 2 предлагалась идея о том, что Шепард должен быть инопланетянином, но не знать об этом. От этой идеи отказались, так как она напоминала историю Ревана, персонажа из Knights of the Old Republic. Также разработчики предполагали, что капитан должен стать мостом между органической и синтетической (искусственной) жизнью. В итоге эта идея переросла в способ его выживания во второй части. По оригинальному сценарию Mass Effect 3, Шепард из-за одурманивания Жнецов деградировал бы до отрицательного персонажа, а с ним должен был бы бороться один из его товарищей, Эшли или Кайден. Но BioWare эта идея не понравилась, потому что она была похожа на противостояние Сарену из первой части. Похожий сюжет предполагался и для первой части. В нём Шепард-«Отступник» решает использовать технологии Жнецов для победы над турианцем, но сам становится злодеем, после чего противостоит Кайдену или Эшли. Помимо этого предлагался финал, в котором Шепард с помощью своих имплантатов подключается к Цитадели и начинает вести разговор с Королевой Жнецов. По этой задумке капитан в зависимости от отыгрыша мог либо уничтожить станцию и Землю, либо самим стать главой Жнецов, либо же превратить всю жизнь в Млечном Пути в смесь органики и синтетики. Также разработчики хотели сделать финал Mass Effect 3 драматичным, поэтому во время последней битвы напарники Шепард(а) должны были погибнуть, однако вместо этого в финальной версии триквела исчезновение сопартийцев не было объяснено. Тем не менее в «Расширенном издании» была добавлена сцена, где товарищей капитана забирает «Нормандия». Именно в этом дополнении был добавлен финал, при котором у Шепард(а) появляется возможность выжить.

## Теория одурманивания

Согласно теории одурманивания, разум капитана (слева) был порабощён Жнецами во время событий Mass Effect 3

Среди фанатов серии популярна «теория одурманивания» (англ. Indoctrination Theory). Согласно ей, главный герой во время событий Mass Effect 3 (либо же на протяжении всей трилогии) подвергался влиянию Жнецов, и со временем, сам того не осознавая, стал их пешкой. Данная теория предполагает, что финал третьей части — это лишь видения капитана, посылаемые ему машинами, а происходящие с персонажем события происходят у Шепард(а) в голове. По мнению сторонников альтернативной истории, концовки Уничтожение и Контроль подсвечены красным и синим цветами, соответственно, чтобы игрок, ассоциируя это с системой «Герой/Отступник», принял решение не уничтожать Жнецов, так как это позволит им выжить. Бриттни Финли из Gamerant считает, что «теория одурманивания» имеет так много доказательств, что она имеет больше смысла, чем любая из концовок. Он заявил, что одно из главных доказательств теории — мальчик, которого Шепард встречает в самом начале третьей части на Земле. Канонически не объясняется, почему именно ребёнок регулярно появляется в кошмарах капитана. По мнению критика, если прислушаться к речи ребёнка, то в ней можно услышать голоса мужской и женской версии Шепард(а) одновременно. Об этом также сообщал Дэн Кёртис на сайте WhatCulture. Также в подкасте «Мира фантастики» комментаторы предположили, что теория так стройно ложится в события всех игр, что в неё очень легко поверить. Предположение о одурманивании попадало во многие списки самых шокирующих теорий из видеоигр. В частности, данная теория заняла второе место на сайте Gamesradar, уступив лишь теории о бесконечно повторяющемся сюжете Limbo.
BioWare не стала комментировать данную интерпретацию сюжета, так как игроки всё равно не были довольны альтернативными концовками. Однако спустя годы Крис Хелпер, разработчик из BioWare, заявил, что теория полностью придумана фанатами и никакие намёки на одурманивание Шепард(а) не были добавлены в игру. Хелпер заявил, что команда этого просто не продумала, но сказал, что это довольно интересное предположение и порекомендовал поклонникам Mass Effect создавать творчество на эту тему.

## Маркетинг

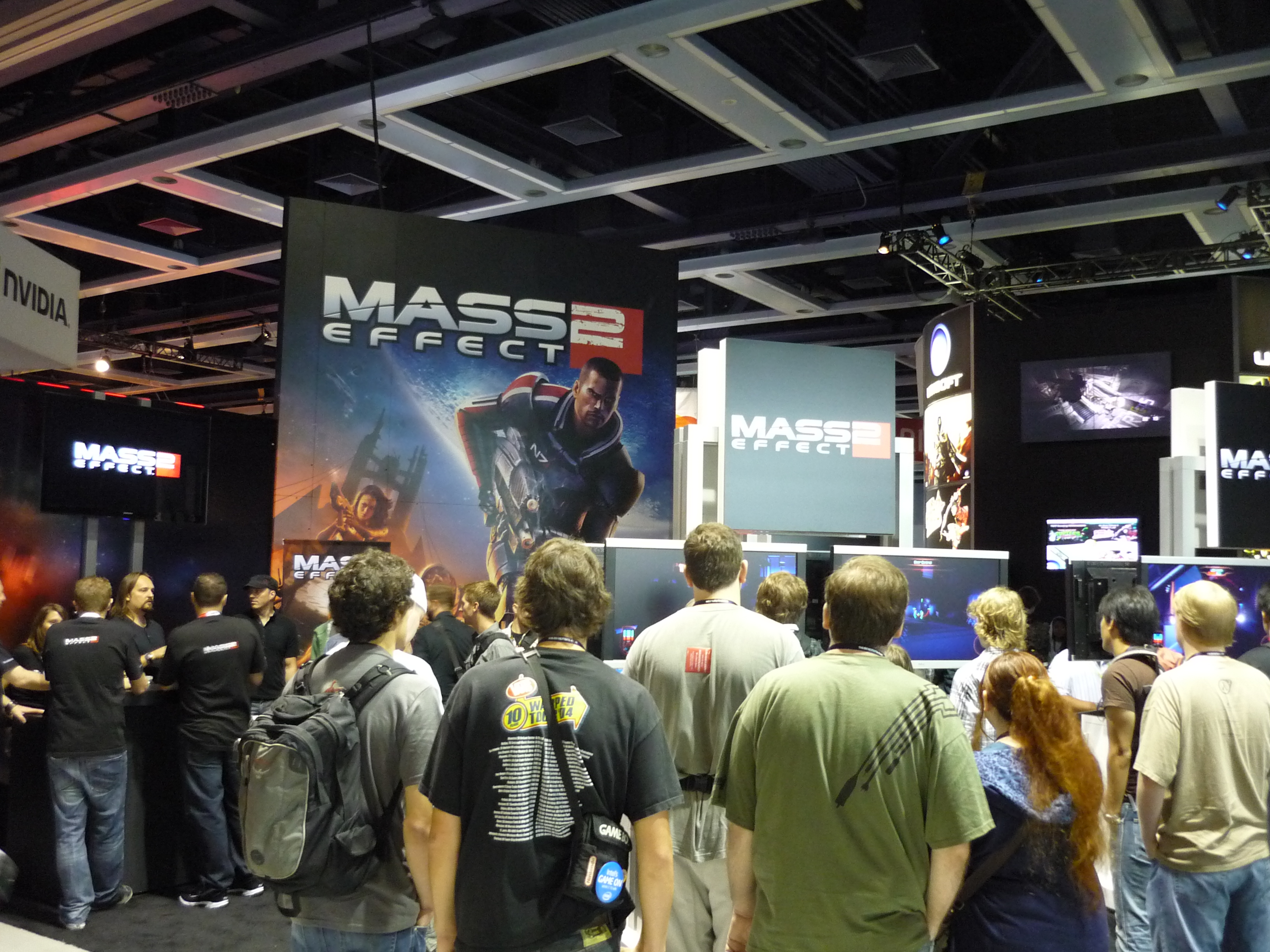
До 2012 года только мужская версия капитана (на плакате в центре) использовалась в рекламе игр

Мужская версия капитана по умолчанию использовалась для маркетинга всех трёх игр. Он был как на обложках игр, так и в трейлерах к ним. В тизере к Mass Effect 2 был показан фрагмент брони Шепард(а), после чего следовало досье «Цербера», гласящее, что капитан мёртв. Затем демонстрировалось, что его (её) костюм надет на гета. Позже BioWare подтвердила, что Шепард будет главным героем второй части, но он(а) может погибнуть во время последней миссии. К выходу Mass Effect 3 BioWare заявила, что для третьей части компания снимет трейлер с участием женщины-Шепард, и она будет на обложке коллекционного издания данной игры. Так команда разработчиков хотела признать интерес игроков к женской версии. Ранее она не демонстрировалась, чтобы показать одного конкретного персонажа, дабы людям было понятно, кто в игре главный герой. В трейлере к Mass Effect: Andromeda Дженнифер Хейл озвучила женскую версию персонажа, которая произносила речь и желала удачи космонавтам, летящим в Андромеду. Позже компания заявила, что в данной части капитан не будет принимать участие. В этой же игре доступна броня, идентичная костюму Шепард(а) из Mass Effect 3, которую можно надеть на протагониста, дав ему бонус к биотическим способностям. В 2021 году было выпущено коллекционное издание Mass Effect: Legendary Edition стоимостью 150 долларов. В него вошли полноразмерный шлем Шепард(а), стилбук с изображением протагониста, письмо о приёме в ряды «N7» и несколько дополнительных аксессуаров.
Помимо серии Mass Effect, Шепард появляется в другой игре от Electronic Arts — MySims SkyHeroes. Там он является играбельным персонажем, который может сразиться с другими персонажами из игр данного издателя. В кооперативном хорроре Dead Space 3 при владении Mass Effect 3 можно было получить броню со знаком «N7». Аналогично, если поиграть в Mass Effect 3, броня и оружие капитана будет доступна в Kingdoms of Amalur: Reckoning. Купив данную игру, в третьей части игрок сможет надеть на капитана рыцарские доспехи из этой игры. В Final Fantasy XIII-2 можно использовать точно такую же броню, которую носил(а) Шепард в Mass Effect 3. Игроки, владевшие зарегистрированной копией Dragon Age: Origins, могли получить Броню Кровавого дракона из данной игры, которой мог быть экипирован капитан. Также за предзаказ Mass Effect 2 BioWare давала игрокам броню Inferno и новое оружие M-490 Blackstorm. В игре Plants vs. Zombies: Garden Warfare 2 был добавлен меха, дизайн которого был основан на капитане. В частности, на его груди был символ «Z7». Позднее данный робот появился в Mass Effect: Andromeda, как игрушка на корабле главного героя. Перед выходом Mass Effect 3 игроки могли купить фигурку главного героя. В коробке с ним лежала карточка, которая открывала доступ к загружаемому контенту к данной игре. Также продавалась статуэтка мужской версии персонажа 48 сантиметров в высоту стоимостью 350 долларов. Всего было выпущено 250 экземпляров. В 2020 году вышла официальная модификация для игры Minecraft, позволяющая заменить внешний вид Стива на облик Шепард(а) или членов его(её) команды.
По заявлениям BioWare, третья часть является последней, в которой появляется данный персонаж. Дженнифер Хейл на церемонии награждении BAFTA в 2022 году заявила, что возвращение капитана зависит от игроков. В том же году после анонса следующей части Mass Effect начали распространяться слухи о возвращении капитана в серию. Однако BioWare заявила, что информация о воскрешении Шепард(а) была ошибкой сотрудников, которые не были знакомы с игрой и из-за этого неправильно описали события предстоящей игры серии. Тем не менее после данного инцидента директор проекта, Майкл Гэмбл, опубликовал пост со смайликом, в котором люди заподозрили намёк на то, что студия не забыла про персонажа.

## Популярность

### Оценки

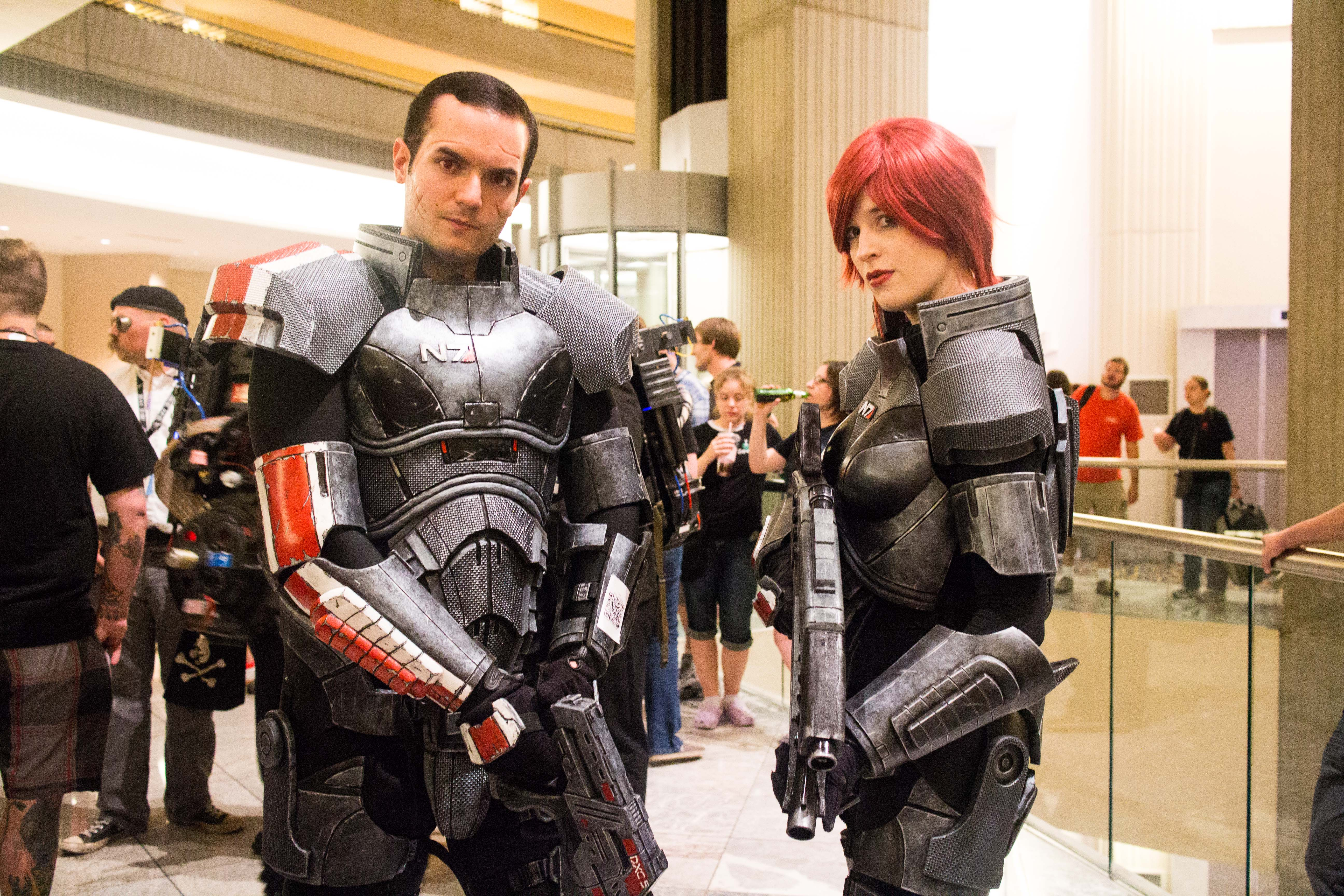
Косплей на Шепарда

Персонаж получил хорошие отзывы от критиков и игроков. Российский журнал «Игромания» признал капитана Шепард(а) «Героем поколения» в своём подведении итогов седьмого поколения игровых систем. Критик обосновал своё решение тем, что, несмотря на шаблонность, персонаж является самым легендарным среди ему подобных. Женщина-Шепард была включена в список десяти самых опасных женщин в видеоиграх, опубликованный на портале Cheat Code Central. На сайте Fandomspot она же заняла 15 место из 50 в списке лучших женских персонажей видеоигр. Свой выбор критик объяснил тем, что она — целеустремлённая и немного сумасшедшая, но всегда придёт на помощь друзьям. На портале GameRadar капитан был помещён на пятое место из 25 в списке «лучших героев игр всех времён». Критик похвалил BioWare за то, что позволил играть за персонажа с интересной личностью и историей. На этом же сайте был размещён список 50 самых знаковых персонажей видеоигр, в котором Шепард занял 22 место. На сайте Game Informer в опросе 30 лучших персонажей из видеоигр капитан получил второе место, уступив Мастеру Чифу из серии игр Halo. Также по результатам исследования Мэттью Демчака среди пользователей Reddit Шепард пользуется большей популярностью, чем Эцио Аудиторе да Фиренце из Assassin’s Creed, Палач Рока из серии игр Doom и Сора из Kingdom Hearts. В списке 20 лучших игровых персонажей на сайте TheGamer капитан занял третье место. Критик написал, что выборы игрока делают Шепард(а) таким фантастическим героем. Джо Джуба из Game Informer выбрал Шепард(а) лучшим главным героем в номинации «RPG 2012 года», заявив, что, несмотря на то, что игроки могут изменить контекст и тон некоторых ситуаций, «Шепард никогда не выходит из-за этого менее потрясающим». PCGamer опубликовал результаты опроса, в котором было сказано, что капитан находится на пятом по популярности месте среди персонажей серии. На первом месте находится Гаррус Вакариан.
На церемонии Spike Videogame Awards 2012 года Шепард-мужчина был номинирован на премию «персонаж года». Дженнифер Хейл была номинирована на премию в том же фестивале 2010 в категории «Лучшее исполнение женской роли», но проиграла своей коллеге Трише Хелфер, которая играла Сару Керриган из StarCraft II. Также актриса была номинирована на ту же награду в том же конкурсе 2012 года, но вновь проиграла. Помимо этого, Шепард-женщина была одной из наиболее выдающихся персонажей по версии Академии интерактивных искусств и наук в 2013 году. Как локализация, так и озвучка мужской версии персонажа на русском языке получили сдержанные отзывы. Критики утверждали, что мужской голос Шепард(а) в русской версии не соответствует персонажу и звучит наигранно и неестественно, а женский, наоборот, ближе к оригинальной озвучке.
Некоторые критики неоднозначно оценили Шепард(а). Сергей Цирюлик из «Игромании» назвал историю персонажа «Путём в никуда» из-за финала Mass Effect 3. Егор Бабин из Gameguru раскритиковал Шепард(а), сказав, что влияния игрока на него практически нет, и вне зависимости от отыгрыша, он останется прежним «военным с ног до головы». Антон Минасов из «Мира фантастики» заявил, что его бесит персонаж капитана Шепарда. Критик сказал, что вся трагедия серии заключается в невозможности изменения капитана. Шейда Биргани на сайте Screen Rant написала, что статус Спектра для капитана не имеет смысла, так как игрок не может воспользоваться своим положением, когда этого требуют обстоятельства. Эндрю Голдфарб из IGN заявил, что капитан после концовки третьей части уже не нужен. Критик отметил, что ему было бы интереснее посмотреть на команду «Нормандии» без главного героя. Похожим мнением поделился Ари Нотис с портала Kotaku. Он заявил, что Шепард заслужил покой, и его возвращение уничтожит привлекательность оригинальной трилогии. По мнению Эрика Зиппера из Gamezone, главный герой серии входит в «восьмёрку крутых персонажей, вместе с кем не было бы весело». Критик объяснил это тем, что все действия капитана определяются игроком, поэтому они могут быть непредсказуемыми.

### Наследие
Персонаж в качестве камео или упоминаний появлялся в нескольких художественных произведениях. В игре Dragon Age: Origins от той же студии упоминается гном по имени Шепард. В фильме «Первому игроку приготовиться» показан капитан-мужчина, танцующий на дискотеке. В этом же фильме появляется его женская версия, участвующая в финальной битве. Пасхалка, связанная с капитаном появлялась в экранизации «Halo». В научно-фантастическом телесериале «Пространство» были упомянуты Шепард и такие персонажи, как Сара Коннор, Джиал Акбар и Дункан Айдахо. В игре Deus Ex: Mankind Devided появилась отсылка к персонажу в результате неправильного дубляжа. В 2020 году была анонсирована пародийная игра Minimal Affect, в которой главный герой схож с протагонистом Mass Effect. Капитану Шепард(у) была посвящена одноимённая песня, написанная Miracle of Sound, которая восхваляла персонажа, выставляя того прославленным воином. По признанию музыканта, именно из-за неё он и стал популярен.
Персонажа много раз изображали косплееры. Так, в августе 2013 года Марк Мир стал участником акции Easter Seals Drop Zone в Эдмонтоне. В ней он изображал капитана, переодевшись в его броню. Модель Дарья Юракова опубликовала снимки в образе женской версии. По её словам, она год создавала костюм. Косплей женщины-Шепард от Фрейи Виллиа, создававшийся более двух лет, был хорошо оценён на сайте GameSpot. На фестивале Penny Arcade Expo в 2017 году появилась пара, переодетая в броню мужской и женской версии персонажа. После сведений о связи Генри Кавилла с адаптацией по Mass Effect как западные, так и российские художники изобразили актёра в образе Шепард(а). Женская версия персонажа была настолько популярна среди пользователей, что она получила прозвище «ФемШеп» (англ. FemShep), а мужскую версию стали называть «БроШеп» (англ. BroShep). Для женской версии было создано большое количество модов. В частности, в 2022 году была создана модификация, позволяющая создать роман с Джокером, пилотом «Нормандии».
Персональный военный код главного героя, который тот носит на груди, стал ассоциироваться с праздником в честь серии Mass Effect, который отмечают фанаты 7 ноября (N7 Day от англ. November 7). Традиция возникла из-за того, что BioWare в этот день отмечала пятилетие Mass Effect, а затем фанаты присоединились к празднованию. После этого 7 ноября регулярно начали проходить мероприятия, посвящённые серии. Именно в этот день BioWare в 2020 году был анонсирован ремастер трилогии о капитане Шепард(е), Mass Effect: Legendary Edition. А годом позже был опубликован постер новой неназванной части франшизы Mass Effect. В 2019 году в этот день BioWare запустила продажу брони со знаком «N7» в игру Anthem от той же студии. Спустя 3 года было анонсировано, что одежда в стилистике «N7» будет доступна в симуляторе The Sims 4.

### Интернет-мемы
Персонаж породил множество интернет-мемов, связанных с ним или с его взаимодействием с окружением.  Некоторые из мемов не появлялись в игре напрямую, а были созданы фанатами. Так, например, одна из известных фраз капитана, «We’ll Bang, Okay?» (с англ. — «Мы потрахаемся, хорошо?»), никогда в игре не появлялась. Её создал ютубер mans1ay3r в своём YouTube Poop, посвящённому третьей части серии.
Другие же появились в играх из-за разработчиков. Во второй части персонаж может прорекламировать торговую точку на Цитадели, чтобы получить в ней скидку. Однако лимит предусмотрен не был, поэтому можно было объявить все магазины любимыми. Из-за этого фраза «Я — капитан Шепард, и это мой любимый магазин на Цитадели» (англ. I'm Commander Shepard and this is my favorite store on the Citadel) стала мемом. Также стала известна фраза «I should go» (с англ. — «Мне нужно идти»), которую он(а) очень часто говорил(а), прощаясь с персонажами. В интервью Марк Мир заявил, что он был уверен в успехе данной фразы, и сказал, что это «практически крылатая фраза Шепарда». Над последним мемом также пошутили разработчики в дополнении к третьей части. В том же дополнении BioWare шутила над неумением персонажа танцевать (англ. Shepard Shuffle). Для первой части специально были созданы странные движения во время танцев, что подмечали и персонажи внутри игры, и игроки. Также танец персонажа попал в Anthem. Некоторые мемы появились благодаря взаимодействию капитана со своим экипажем. Например, в Mass Effect при общении с Урднотом Рексом можно бесконечно повторять диалог «—Шепард. —Рекс. —Шепард. —Рекс». А в Mass Effect 2 стала популярна фраза Гарруса Вакариана «Это не может подождать? У меня тут калибровка в самом разгаре» из-за игроков, которые часто хотели с ним общаться, но каждый раз получали этот ответ.